# Stropharia
Stropharia là một chi nấm trong họ Strophariaceae, thuộc bộ Agaricales. Stropharia thường không được khuyên dùng làm thực phẩm, một số loài trong chi vẫn còn bị nghi ngờ về khả năng ăn được. Tuy nhiên, Stropharia rugosoannulata được đánh giá là ăn ngon khi nấm còn non, trở thành món hàng đầu của những người thích ăn nấm tại vùng ôn đới.

## Danh sách các loài
- Stropharia acanthocystis
- Stropharia aeruginosa
- Stropharia agaricoides[3]
- Stropharia agrocyboides
- Stropharia albivelata
- Stropharia albonitens
- Stropharia albosulphurea
- Stropharia ambigua
- Stropharia araucariae[4]
- Stropharia aurantiaca
- Stropharia caerulea
- Stropharia chrysocystidia – Trung Quốc[5]
- Stropharia cifuentesii – México[6]
- Stropharia coronilla
- Stropharia farlowiana
- Stropharia formosa[7]
- Stropharia halophila
- Stropharia hornemannii
- Stropharia inuncta
- Stropharia kauffmanii
- Stropharia lepiotiformis
- Stropharia luteonitens
- Stropharia mammillata
- Stropharia melanosperma
- Stropharia pseudocyanea
- Stropharia rubrobrunnea – Ghats tây, Ấn Độ[8]
- Stropharia rugosoannulata
- Stropharia squamulosa
- Stropharia variicolor[9]
- Stropharia venusta[3]

## Hình ảnh

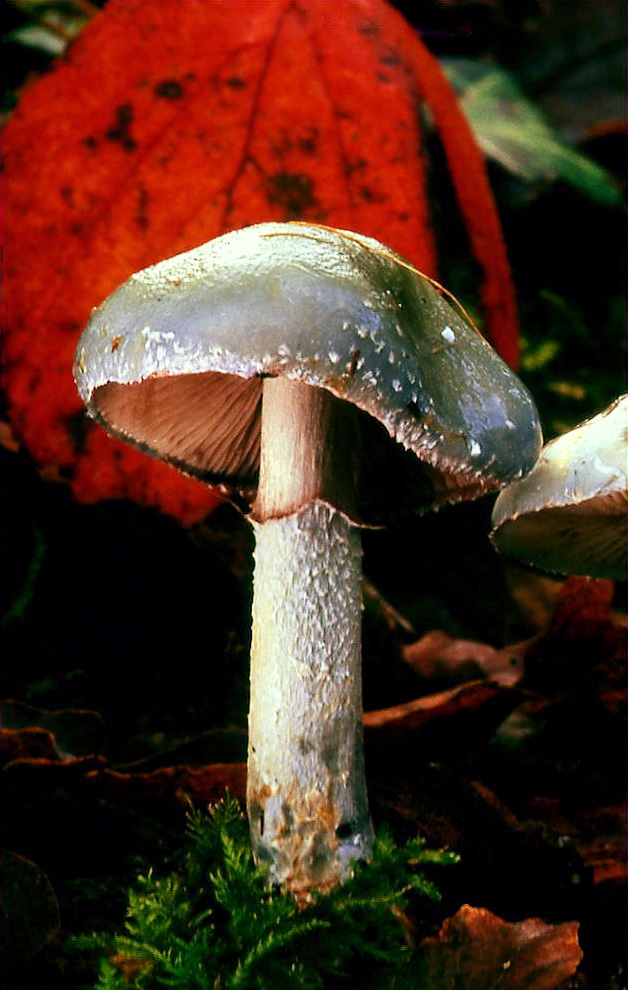
Stropharia aeruginosa
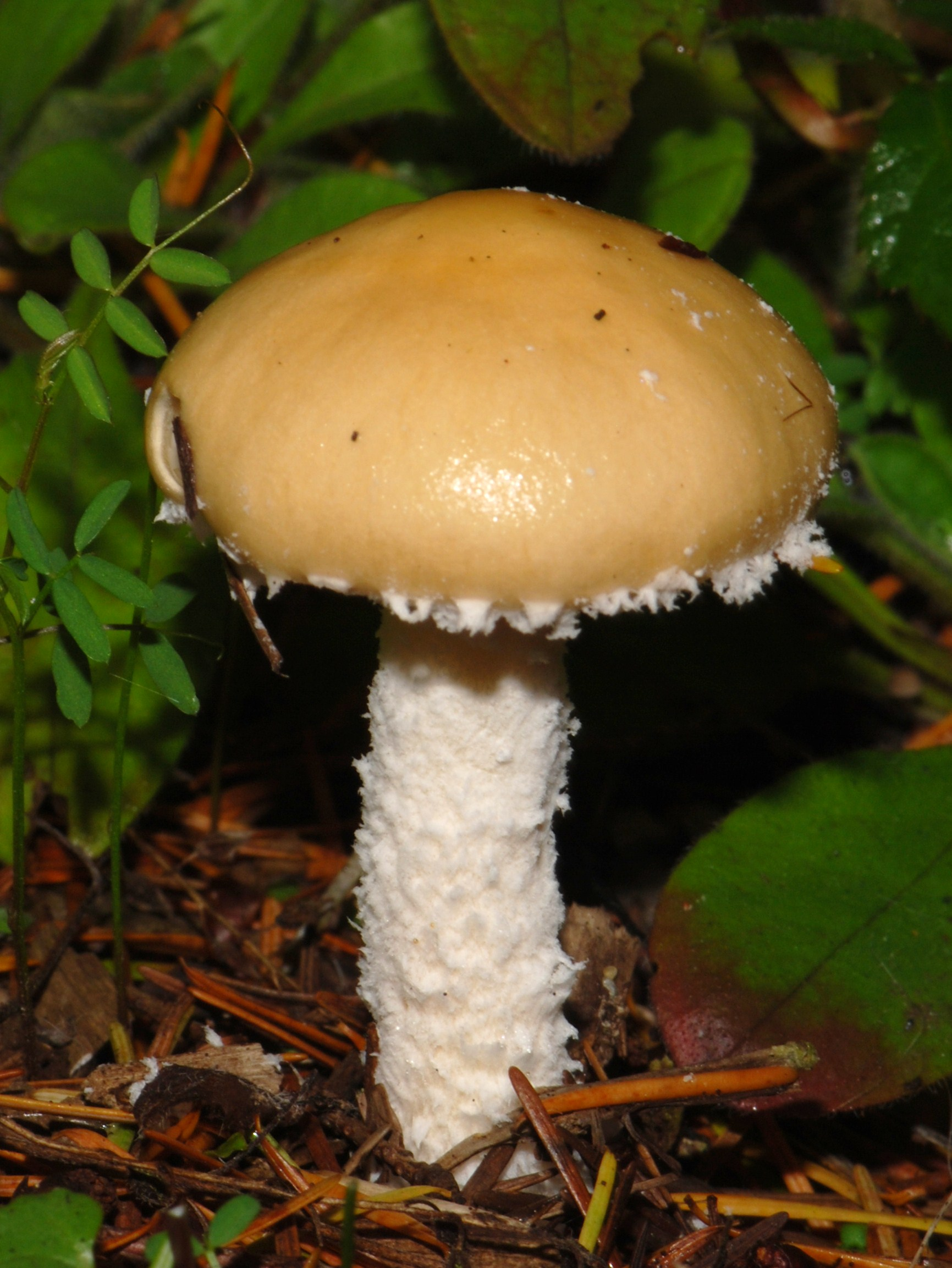
Stropharia ambigua